# Basket Club Ferrara 2009-2010
Questa voce raccoglie le informazioni riguardanti il Basket Club Ferrara nelle competizioni ufficiali della stagione 2009-2010.

## Stagione
La stagione 2009-2010 del Basket Club Ferrara, sponsorizzata Carife, è la 2ª nel massimo campionato italiano di pallacanestro, la Serie A.
All'inizio della nuova stagione la Lega Basket decise di modificare il regolamento riguardo al numero di giocatori stranieri da schierare contemporaneamente in campo. Si potevano iscrivere a referto 6 giocatori stranieri di cui massimo 3 non appartenenti a Paesi appartenenti alla FIBA Europe.

## Roster
Aggiornato al 12 gennaio 2022.
| Carife Ferrara 2009-10 | Carife Ferrara 2009-10 |
| Giocatori              | Staff tecnico          |
| ---------------------- | ---------------------- |

| N. | Naz.                                       | Ruolo | Nome               | Anno | Alt.   | Peso   |  |
| -- | ------------------------------------------ | ----- | ------------------ | ---- | ------ | ------ |  |
| 4  | Stati Uniti (bandiera)                     | C     | Harold Jamison     | 1976 | 204 cm | 125 kg |  |
| 5  | Argentina (bandiera) · Italia (bandiera)   | PG    | Daniel Farabello   | 1973 | 193 cm | 85 kg  |  |
| 6  | Svezia (bandiera)                          | AC    | Oluoma Nnamaka     | 1978 | 200 cm | 100 kg |  |
| 7  | Italia (bandiera)                          | G     | Stefano Borsato    | 1986 | 193 cm | 82 kg  |  |
| 8  | Stati Uniti (bandiera) · Italia (bandiera) | AG    | Joel Salvi         | 1978 | 200 cm | 105 kg |  |
| 9  | Italia (bandiera)                          | P     | Valerio Spinelli   | 1979 | 185 cm | 82 kg  |  |
| 10 | Stati Uniti (bandiera)                     | A     | Luke Jackson       | 1981 | 201 cm | 98 kg  |  |
| 11 | Italia (bandiera)                          | AC    | Valerio Mazzola    | 1988 | 205 cm | 96 kg  |  |
| 14 | Italia (bandiera)                          | AP    | Brian Sacchetti    | 1986 | 199 cm | 98 kg  |  |
| 16 | Stati Uniti (bandiera)                     | PG    | Anthony Grundy     | 1979 | 189 cm | 85 kg  |  |
| 20 | Italia (bandiera)                          | G     | Fabio Zanelli      | 1976 | 196 cm | 85 kg  |  |
| 25 | Stati Uniti (bandiera)                     | C     | Sharrod Ford       | 1982 | 206 cm | 110 kg |  |
| 31 | Francia (bandiera)                         | PG    | Yohann Sangaré     | 1983 | 193 cm | 82 kg  |  |
| 33 | Germania (bandiera)                        | AG    | Sven Schultze      | 1978 | 208 cm | 110 kg |  |
| 40 | Italia (bandiera)                          | C     | Massimiliano Rizzo | 1969 | 205 cm | 102 kg |  |
| -  | Ungheria (bandiera)                        | G     | István Németh      | 1979 | 192 cm | 83 kg  |  |
| -  | Italia (bandiera)                          | G     | Giovanni Massari   | 1992 | 192 cm |        |  |
| -  | Italia (bandiera)                          | AP    | Nicola Zocca       | 1991 | 190 cm |        |  |

| Allenatore                                                                  |
| - Giorgio Valli                                                             |
| Assistente/i                                                                |
| - Alberto Morea Legenda - (C) Capitano - (IN) Inattivo - Infortunato Roster |

## Staff dirigenziale
- Presidente: Roberto Mascellani
- Vicepresidente: Paolo Bruschi

## Mercato

### Sessione estiva
| Acquisti | Acquisti        | Acquisti       | Acquisti   | Acquisti |
| R.       | Nome            | da             | Modalità   |          |
| -------- | --------------- | -------------- | ---------- | -------- |
| A        | Luke Jackson    | Idaho Stampede | definitivo |          |
| G        | Stefano Borsato | Pall. Roseto   | definitivo |          |
| PG       | Yohann Sangaré  | Olimpia Milano | definitivo |          |
| PG       | Anthony Grundy  | Panellīnios    | definitivo |          |
| AG       | Joel Salvi      | Scafati Basket | definitivo |          |

| Cessioni | Cessioni         | Cessioni          | Cessioni       | Cessioni |
| R.       | Nome             | a                 | Modalità       |          |
| -------- | ---------------- | ----------------- | -------------- | -------- |
| AC       | Ndudi Ebi        | Crabs Rimini      | fine contratto |          |
| G        | Rick Apodaca     | Cang. de Santurce | fine contratto |          |
| P        | Andre Collins    | Virtus Bologna    | fine contratto |          |
| G        | Allan Ray        | Free agent        | fine contratto |          |
| AG       | Marco Allegretti | Reyer Venezia     | fine contratto |          |

### Dopo l'inizio della stagione
| Acquisti | Acquisti         | Acquisti     | Acquisti         | Acquisti   |
| R.       | Nome             | da           | data             | Modalità   |
| -------- | ---------------- | ------------ | ---------------- | ---------- |
| G        | István Németh    | Free agent   | 5 novembre 2009  | definitivo |
| P        | Valerio Spinelli | Free agent   | 16 novembre 2009 | definitivo |
| C        | Sharrod Ford     | Free agent   | 14 gennaio 2010  | definitivo |
| AG       | Sven Schultze    | Pall. Biella | 9 febbraio 2010  | definitivo |

| Cessioni | Cessioni       | Cessioni       | Cessioni         | Cessioni    |
| R.       | Nome           | a              | data             | Modalità    |
| -------- | -------------- | -------------- | ---------------- | ----------- |
| G        | István Németh  | Free agent     | 12 novembre 2009 | rescissione |
| C        | Harold Jamison | Free agent     | 7 gennaio 2010   | rescissione |
| G        | Fabio Zanelli  | Free agent     | 29 gennaio 2010  | rescissione |
| AC       | Joel Salvi     | Pall. Vigevano | 19 febbraio 2010 | rescissione |

## Risultati
- Serie A:
  - stagione regolare: 15º posto su 15 squadre[4]
    - retrocesso in Legadue.